# 为波兰的胜利服役
为波兰的胜利服役（波蘭語：Służba Zwycięstwu Polski）是波兰在二战期间组建的首个抵抗组织。1939年9月27日，华沙城防司令尤里乌什·隆美尔在城市被围困、守军即将覆灭之际组建了该组织，华沙守军最終于9月28日投降。
这个秘密组织的任务是在波兰第二共和国的战前边境内继续武装斗争，以图驅逐德國人；并重建、重组波蘭共和國軍；建立地下政权（波蘭地下國）。